# Bold as Love
Bold as Love är det svenska rockbandet Whyte Seeds' andra studioalbum, utgivet 16 februari 2006. Albumet gav bandet en grammisnominering i kategorin "Årets rockgrupp".
Från skivan utgavs två singlar: Bold as Love (2006) och Back in Town (2006). Bold as Love tog sig in på den svenska singellistan. Back in Town var en enspårig promotionsingel.

## Låtlista
1. "Hungry" - 3:10
2. "Feel Me Up" - 3:43
3. "Bold as Love" - 2:53
4. "Blinded, Blinded" - 3:23
5. "Deliver" - 3:24
6. "Higher Than the Sun" - 3:10
7. "Me 'N' My Dogs" - 2:50
8. "Back in Town" - 3:38
9. "It Should Be Me, It Should Be You" - 3:30
10. "Star on Tv" - 2:56

## Medverkande
- Frank Arkwright - mastering
- Olle Hagberg - keyboards
- Nico Janco - trummor
- Henrik Lindén - bas
- Axl Robach - sång
- Björn Synneby - gitarr

## Mottagande
Bold as Love snittar på 3,1/5 på Kritiker.se, baserat på fyra recensioner. Dagens skiva gav betyget 4/10, Dagens Industri 4/5, Expressen 2/5 och Joyzine 3/5.

## Listplaceringar
| Lista (2006) | Topplacering |
| ------------ | ------------ |
| Sverige      | 52           |

### Fotnoter
1. ↑  ”Bold as Love”. Discogs.com. http://www.discogs.com/Whyte-Seeds-Bold-As-Love/release/2769314. Läst 19 juni 2012.
2. ↑  ”Nomineringarna till Grammis och P3 Guld klara”. Dagens skiva. 6 december 2006. http://dagensskiva.com/2006/12/06/nomineringarna-till-grammis-och-p3-guld-klara/. Läst 19 juni 2012.
3. ↑  ”Whyte Seeds”. Swedishcharts.com. http://swedishcharts.com/showitem.asp?interpret=Whyte+Seeds&titel=Bold+As+Love&cat=s. Läst 19 juni 2012.
4. ↑  ”Back in Town”. Discogs.com. http://www.discogs.com/Whyte-Seeds-Back-In-Town/release/1624775. Läst 19 juni 2012.
5. ↑  ”Bold as Love”. Kritiker.se. http://kritiker.se/skivor/whyte-seeds/bold-as-love/. Läst 19 juni 2012.
6. ↑  Listplacering